# Lekanesphaera
Lekanesphaera es un género de crustáceo isópodo intermareal de la familia Sphaeromatidae.

## Especies
Las especies de este género son:
- Lekanesphaera bocqueti
- Lekanesphaera ephippium
- Lekanesphaera glabella
- Lekanesphaera hoestlandti
- Lekanesphaera hookeri
- Lekanesphaera levii
- Lekanesphaera marginata
- Lekanesphaera monodi
- Lekanesphaera panousei
- Lekanesphaera rugicauda
- Lekanesphaera sardoa
- Lekanesphaera teissieri
- Lekanesphaera terceirae
- Lekanesphaera weilli